# Kitesurfing

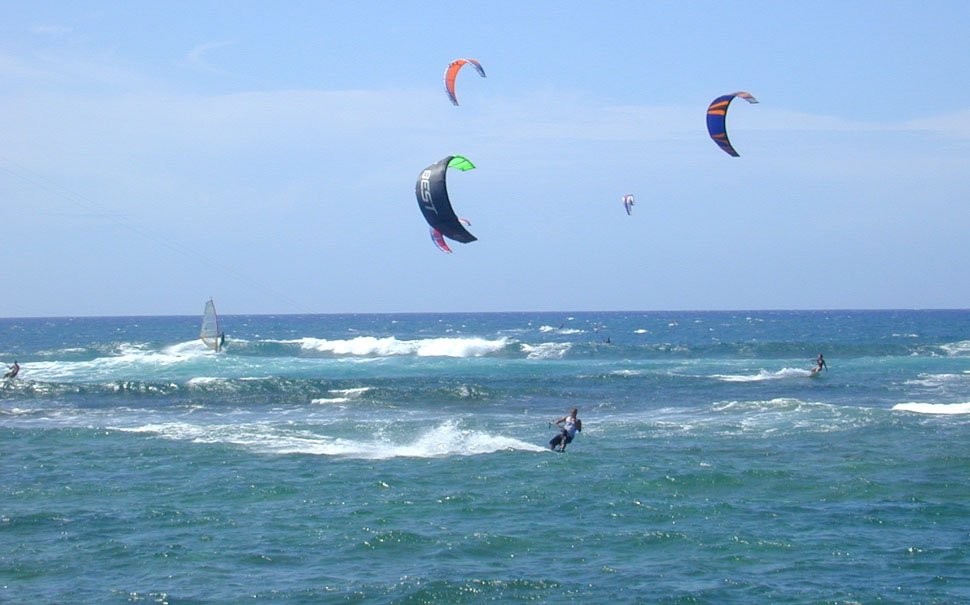
Kitesurfer nel vento teso al largo di O‘ahu (Hawaii)

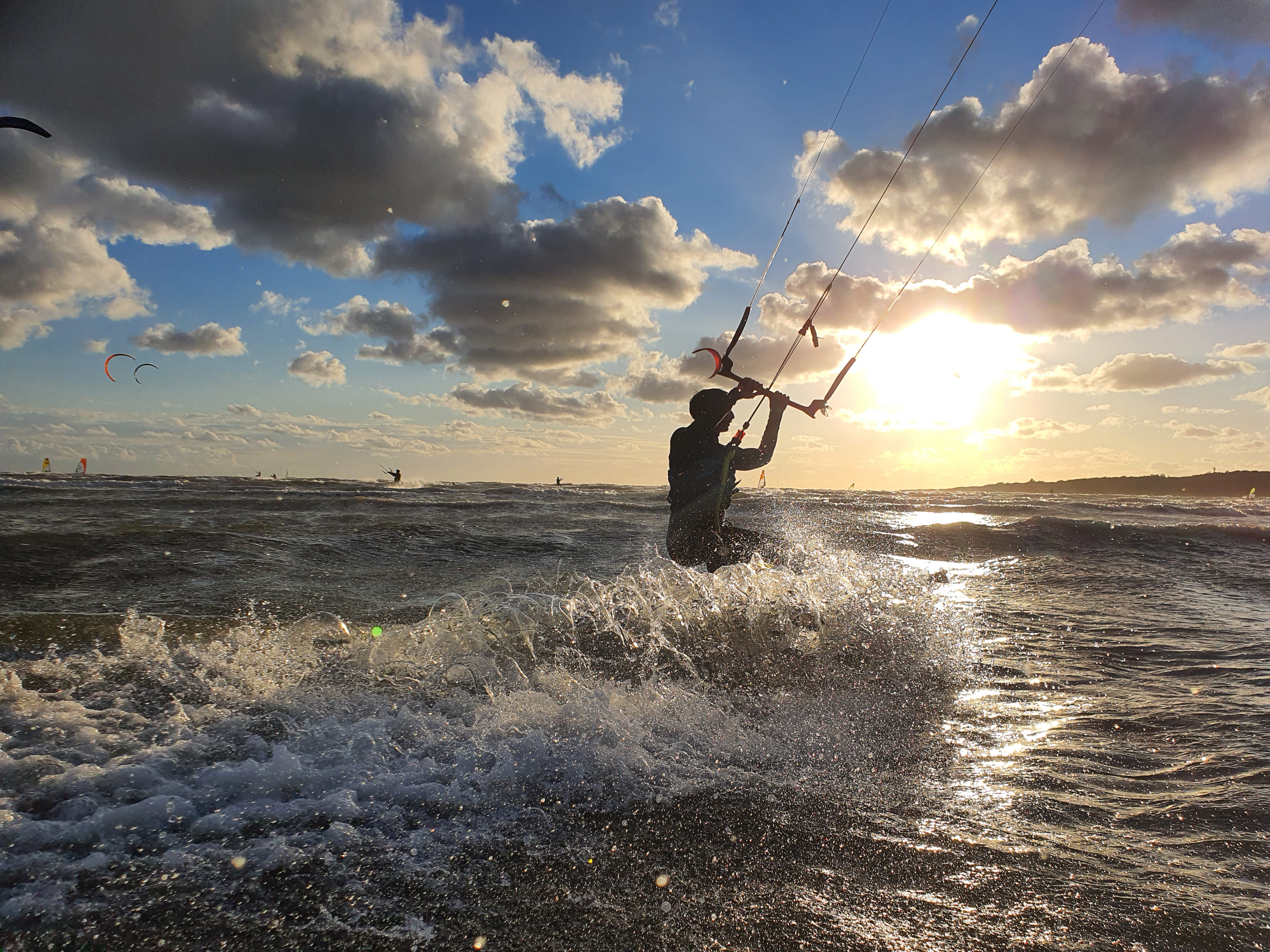
Kitesurfer a Varberg, Svezia

Il kitesurfing (o kitesurf o kiteboarding o più comunemente "kite") è uno sport velico, nato nel 1999 come variante al surf e consiste nel farsi trainare da un aquilone ("kite" in inglese), che usa il vento come propulsore e che viene manovrato attraverso una barra, collegata al kite da sottili cavi (quattro o cinque) di dyneema o spectra detti "linee", lunghi tra i 22 e i 27 m. Il Kiter è l'atleta che pratica questo sport.

## Storia

Kitesurfing presso Tarifa, in Spagna

L'uso di aquiloni per trainare oggetti o persone è una pratica che risale al 1200, in Cina. Tra il 1820 e il 1830, George Pocock, un insegnante inglese con la passione per le invenzioni, usò un aquilone a 4 cavi di sua progettazione per farsi trainare a bordo di una carrozza nelle campagne di Bristol.
Nel 1901 Samuel Franklin Cowdery attraversò lo stretto della Manica a bordo di un oggetto a metà strada tra una mongolfiera e un aquilone. Nel 1976 l'olandese Gijsbertus Adrianus Panhuise ha depositato il brevetto per un primo prototipo del kitesurf. Solo nel 1978, Ian Day, a bordo del suo catamarano "Tornado" ha provato a farsi trainare da un aquilone, raggiungendo i 40 km/h.
Nel corso degli anni '80 l'aquilonismo da trazione cominciò ad essere applicato agli sci, allo skate, alle canoe, a qualsiasi cosa rotolasse o scivolasse su terra o in acqua. Nuovi sport, come il buggying e il kitesailing, videro la luce negli anni '90 grazie al contributo e alle ricerche di molti, tra cui il neozelandese Peter Lynn. Nel 1982 il francese Rolad Le Bail, brevettò "BirdSail", che permetteva salti più alti e più lunghi. Nei primi anni '90 i fratelli Corey e Bill Roeseler di Seattle brevettarono il Kiteski, un grande aquilone acrobatico a delta a 2 cavi, fornito di barra con avvolgicavo a molla che ne permetteva il recupero e il rilancio dall'acqua.
Nel 1995 Jimmy Lewis, famoso produttore di tavole da surf hawaiiano, inizia a sperimentare le prime tavole bidirezionali da kitesurf, assieme ad uno dei pionieri del Kite, Lou Wainman, consacrandosi nel 1999 come il primo ad aver sviluppato in maniera concreta il primo bidirezionale funzionale.
Ma fu grazie ai fratelli francesi Bruno e Dominique Legaignoux, dopo una lunga ricerca cominciata nei primi anni '80 e culminata con il brevetto del WInd Powered Inflatable Kite Aircraft (WI.P.I.K.A.) che l'aquilonismo da trazione in acqua divenne sul finire degli anni '90 più sicuro, praticabile ed accessibile.

## Ambienti
Il kitesurf sull'acqua comprende il freestyle e il big air utilizzando una tavola da kite simile a una tavola da wakeboard, il kite nelle onde utilizzando piccole tavole da surf con o senza footstraps o attacchi, il foiling e lo speed kiting.
Il kite terrestre necessita di una tavola da montagna corta e leggera, di passeggini a pedale, di pattini a rotelle o di tavole da sabbia per il sand kiteboarding, chiamato anche "sand kiting". Si tratta di un ottimo cross-training per il kitesurf, in quanto molti dei meccanismi di controllo del kite si trasferiscono all'uso in acqua.

## Descrizione
Il kitesurf si pratica con una tavola ai piedi con la quale si "plana" sull'acqua.
In condizioni di vento debole si usano aquiloni di dimensioni più grandi di quelli usati con vento forte. Con le condizioni ideali è possibile praticare lo sport in maniera sicura, planando semplicemente (freeriding) o compiendo svariate evoluzioni o tricks (freestyle). È possibile usare il kite sia sulle onde (wavestyle) che su acqua piatta (wakestyle) a seconda della caratteristiche dello spot, cioè in gergo il luogo ventoso usato.
In condizioni di vento estremo (anche oltre i 50 nodi) i rider riescono a spiccare salti compresi tra i 20 ed i 30 metri e durante queste "tempeste" vengono  anche svolte competizioni di Big Air (le più estreme nel panorama del kiteboarding) dove un team di giudici assegna punteggi sulla base della altezza raggiunta abbinata alla difficoltà della manovra acrobatica espressa in ogni salto.
I diversi stili richiedono tavole diverse: per cavalcare grandi onde si usano tavole monodirezionali simili a surf, per compiere acrobazie aeree si usano invece tavole bidirezionali che si prestano ad essere usate con maggiore efficacia se l'acqua è per niente o poco mossa.
Le condizioni di vento ideali sono comprese tra i 12 e i 24 nodi (kts) per i principianti e tra gli 8 ed oltre i 40 kts per i più esperti.
A differenza, per esempio, del windsurf, il kitesurf si può praticare con venti ritenuti "deboli" permettendo trick, velocità ed accelerazioni.
Il kitesurf è da ottobre 2008, ufficializzato da ISAF, il mezzo mosso dal vento più veloce del pianeta, con oltre 55kts di velocità media su 500 m di percorso; il kitesurf è anche il mezzo più veloce in ogni andatura dal lasco alla bolina.
Rispetto al windsurf (disciplina quest'ultima tecnicamente più difficile e fisicamente più impegnativa) la caratteristica che ha agevolato l'espansione del kitesurf negli ultimi anni in maniera così massiccia è proprio la facilità e rapidità con cui si può imparare a planare e, in seguito, a compiere salti ed evoluzioni aeree. Tali caratteristiche hanno fortemente ampliato il numero dei praticanti, in quanto lì dove il windsurf in determinate condizioni richiede elevate capacità tecniche e buone doti atletiche, il kitesurf ha permesso ad una platea di soggetti meno preparati in tal senso, di cimentarsi in condizioni meteomarine impegnative.
Occorre notare che la comunità internazionale ha da diversi anni bandito l'uso del leash alla tavola (una sorta di cordone che vincola al kiter la tavola) e che è una delle principali cause di traumi ed incidenti anche indossando il casco. Piuttosto è fondamentale imparare a recuperare la tavola con la tecnica del bodydrag di bolina.
Molti club, circoli e stabilimenti balneari chiedono di esibire un'attestazione delle proprie capacità di conduzione di un kitesurf, in genere una tessera rilasciata al termine di un corso; in Italia i circuiti più diffusi sono: International Kiteboarding Organization (IKO), Federazione Italiana Vela (FIV), oltre alle certificazioni di alcuni EPS (Enti di Promozione Sportiva) come Alleanza Sportiva Italiana (ASI), Centro Sportivo Educativo Nazionale (CSEN), Centro Sportivo Italiano (CSI), Unione Italiana Sport Per tutti (UISP) ed altri.
Le principali certificazioni internazionali sono quelle offerte dalla IKO. dalla VDWS e dalla PASA.

### Attrezzatura

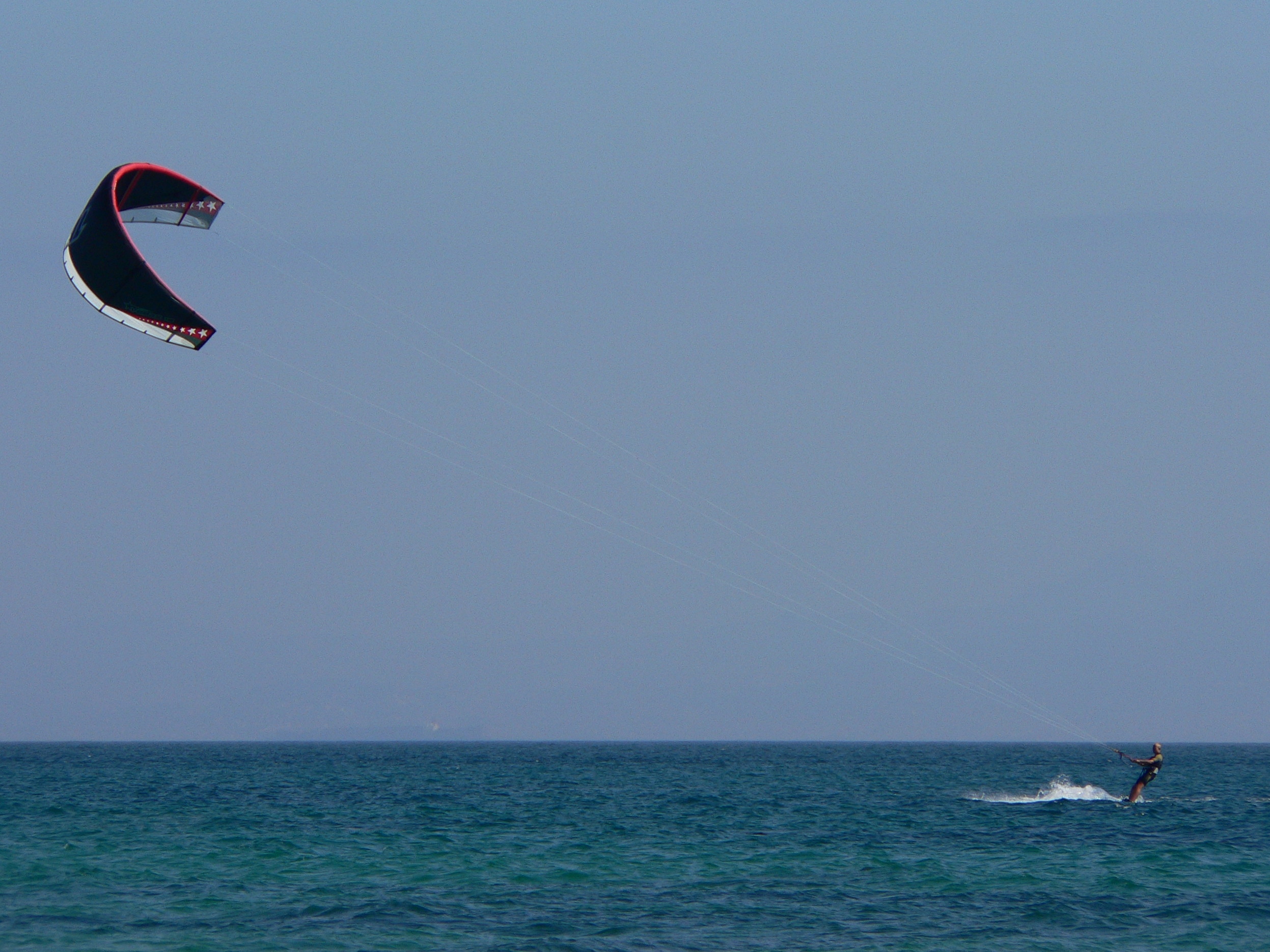
Kitesurfing

Per praticare questo sport sono necessarie le seguenti attrezzature:
- aquilone o ala (non "vela") completo di barra e linee e leash di sicurezza del kite (attenzione non è il leash della tavola);
- tavola da kitesurf;
- trapezio con coltellino taglialinee;
- attrezzatura di sicurezza (giubbotto protettivo e/o galleggiante, casco, muta o lycra a seconda del clima e temperatura).

La scelta dell'attrezzatura dipende da due variabili: dal peso del kiter (chi guida l'aquilone) e dalla situazione ventosa dello spot usato (cioè della zona di pratica). Il concetto base è questo: meno vento c'è più deve essere grande l'ala per sollevare lo stesso peso, questo incide quasi in analoga maniera anche sulle dimensioni della tavola.
Un rider di 90 kg avrà bisogno di un'ala più grande e di una tavola più larga per planare (così si chiama il surfare col kite) nelle stesse condizioni di vento di un rider di 70 kg.
Benché una singola combinazione ala+tavola ci consentirà di uscire nel nostro spot nella maggior parte delle condizioni, bisogna notare che non esiste un'attrezzatura per tutte le situazioni di vento e mare. Per questo motivo le misure delle ali normalmente in commercio vanno dai 4 m² ai 17 m². Le misure più usate sono le ali da 7 a 12 m².
Alcune differenze di dimensioni ci sono anche tra tavole lightwind (più larghe e lunghe) e le tavole per vento più forte (più strette e corte, simili alle tavole da wakeboard).
Le linee che collegano il kiter all'ala hanno lunghezze comprese tra dai 22 ai 27m, a seconda dell'uso, ma in situazioni di vento particolarmente forte o per imparare si può usare un set di cavi più corti dello standard (da 5m a 15m).
Trattandosi di uno sport relativamente nuovo i prodotti si evolvono continuamente. Le ali e le tavole vengono differenziate non solo per dimensioni ma anche per anno di produzione.
Una sigla usata per identificare alcune caratteristiche tecniche è "ABC DEF d 'yy", dove "ABC" è la casa produttrice, "DEF" è il modello del kite, "d" è la dimensione in metri quadri del kite; "'yy" è l'anno di produzione (es.: "Best Waroo 9m 2009").
Allo stato attuale le ali riportano la metratura reale del kite "disteso e sgonfio" e sul terreno.
La forma (detto anche lo shape) del kite ne determina la effettiva superficie realmente esposta al vento, condizionandone la relativa potenza sviluppata. Per esempio un kite di 10 m², dalla forma (shape) molto arcuata ("C shape") quando è in volo, avrà una minore superficie esposta al vento quando viene mosso rispetto ad un kite di 10 m² ma più piatto ("Brigliato/SLE/Flat") a causa della sua maggiore superficie esposta.

### Aquilone o ala
Gli aquiloni sin dal 2006 si differenziano nelle seguenti categorie:

#### SLE (di cui un tipo è anche il Bow-Kite)
Sono kite con la LeadingEdge (LE) supportata da un sistema di briglie che ne mantengono una forma più piatta, massimizzando la superficie esposta.
Sono dei kite (gonfiabili o no) caratterizzati da una LeadingEdge (LE) non piana, cioè in un SLE/BOW non esiste un piano passante per tutta la LE.
Sono kite che permettono un uso molto più vario dei C-Kite (segue definizione) rispetto alla stessa misura.
Per esempio, tipicamente, un C-Kite 12 m2 può essere usato da 15 a 20 nodi, alcuni Bow/SLE possono essere usati da 12 fino a 26-28 nodi.
Offrono una potenza specifica dell'ordine del 30/35% maggiore. Sono in grado di assorbire raffiche sostenute di vento grazie al sistema di brigliatura che ne consente una grande variazione dell'angolo di attacco ed un ingegnoso sistema di carrucole. In pratica sventano di più.
Attualmente quasi tutti questi tipo di kite sono pilotati da un sistema di 4 linee. Gli SLE possono o no presentare sistemi di carrucole per le back lines ciò ne influenza la risposta (il feedback) al rider: in genere più immediata in quelli senza carrucole.

#### C-Kite
Erano i classici aquiloni gonfiabili fino all'avvento degli SLE. La struttura principale (LeadingEdge e Struts) sono mantenute rigide grazie a delle camera gonfiate a pressione (aria) detti bladders.
Essendo galleggianti ne è facile il rilancio dall'acqua. Sono pilotati da un sistema di 4 o 5 linee/cavi.
Oggi coprono la nicchia dei kiters avanzati (freestyler) in quanto, essendo meno potenti se tenuti fermi e con meno inerzia alla rotazione, risultano più facili per questa disciplina. Di contro potendo raggiungere maggiori velocità di rotazione possono dare una più spinta più esplosiva per alcuni tipi di manovre.

#### Kite Ibridi
Oramai estinti erano dei mix erano degli ibridi tra C-Kite nei quali vengono innestati i concetti chiave degli SLE.
Comparsi dal 2007 perché i progettisti hanno cercato di coniugare i pregi dei C-kite (risposta veloce ai comandi, ovvero elevata turning speed) con quelli dei Bow-kite (elevato depower).
Oggi, a causa della molteplice offerta di shape negli SLE è difficile tracciare una reale netta distinzione tra SLE ed il vecchio concetto di kite ibridi.

#### Foil
Sono aquiloni che non hanno bisogno di essere gonfiati con una pompa, le loro camere si auto-gonfiano volando e mantengono la forma al kite, sono più lenti dei gonfiabili ma molto stabili.
Si trovano in versione supportata/brigliata (SLE) o a 4/5 linee dirette. Quelli marini, possono essere usati sia in acqua che sulla neve o sulla terra (Landboarding). Nella versione con brigliatura possiedono prestazioni in vento leggero ottime a prezzo di una lentezza di conduzione. Sono poco diffusi a causa dei costi elevati nella versione brigliata.
Gli SLE in breve sono caratterizzati da una maggiore sicurezza. In pratica consentono di ridurre drasticamente, ma non certo annullare, l'azione di trazione del kite.
Questo ne ha proiettato il successo negli ultimi tempi, soprattutto per il "freerider" e per gli appassionati di "wave", che possono surfare con la spinta dell'onda annullando quasi totalmente la trazione del kite.
La forma (detto anche lo shape) del kite ne determina la effettiva superficie realmente esposta al vento, condizionandone la relativa potenza sviluppata.
Per esempio un kite di 10 m², dalla forma (shape) molto arcuata ("C shape") quando è in volo, avrà una minora superficie esposta al vento quando viene mosso rispetto ad un kite di 10 m² ma più piatto ("Brigliato/SLE/Flat") a causa della sua maggiore superficie esposta
Ultimamente per le manovre di freestyle, sono usabili specifici SLE (meno piatti) o ancora i classici C-kite, essenzialmente per due motivi: minore potenza, maggiore costanza della trazione e maggiore velocità di manovra (turning speed).

## Luoghi di pratica
Sono diversi i luoghi di pratica nel mondo, tra i più famosi oltre alle isole Hawaii, luogo in cui è nato questo sport, Tarifa, Fuerteventura, le Isole Canarie (Spagna), lo Stretto di Messina (Messina) in particolare nella suggestiva laguna di Capo Peloro, spot dove i venti di scirocco possono soffiare ad una velocità di oltre 50 nodi. In Calabria tra Lamezia Terme e Gizzeria, Capo Verde, Cabarete (Repubblica Dominicana), Ostellato (canale valle lepri), El gouna, Marsa Alam (entrambi in Egitto), molte isole greche come Rodi e Paro, nonché Sudafrica, allo Stagnone di Marsala, Marocco e tutta la provincia del Ceará nel Nord Est del Brasile, famosa per le lagune e spot incontaminati.